# Arsenali della Repubblica di Pisa
Gli arsenali della Repubblica erano un antico complesso di edifici volti alla produzione e riparazione delle galee dell'antica Repubblica di Pisa. Del complesso rimane solo un edificio, parzialmente distrutto durante i bombardamenti della seconda guerra mondiale e restaurato nel 2015.

## Storia
L'area occidentale della città dove erano presenti gli arsenali repubblicani, chiamata Tersana, era un tempo occupata da alcuni magazzini portuali posti fuori dalle mura cittadine e sulle sponde di un canale secondario affluente dell'Arno. Voluti dal podestà Guelfo Porcari, nel periodo di splendore che avvolse la Repubblica di Pisa, furono costruiti gli arsenali della Repubblica attorno ad un bacino artificiale collegato all'Arno attraverso la Porta delle Galee. Quindi, essendo diventato un punto strategico per la potenza marinara, nel 1261 fu chiuso tutto il perimetro con delle mura e furono costruite le torri del Canto e Ghibellina. Al suo interno venivano costruite e riparate le galee da tecnici specializzati nei vari elementi che costituivano le navi in maniera molto simile alle moderne fabbriche.
Successivamente alla progressiva decadenza della repubblica marinara, parte degli arsenali fu distrutta e riconvertita a magazzini e fabbriche di armi per la difesa territoriale. Allo scopo di difendere gli arsenali furono erette altre fortificazioni, come la torre di Sant'Agnese all'angolo nordest delle mura perimetrali nel 1394 e il bastione San Giorgio a protezione della Torre del Canto nel XV secolo. Dopo l'occupazione fiorentina del 1406 fu costruita la Torre Guelfa e l'intera area fu interdetta ai pisani.
Dalla metà del Cinquecento l'intera area perse la sua funzione militare, infatti nel 1542 Cosimo I fece abbattere il tratto delle mura dalla torre di Sant'Agnese all'Arno, e dove erano presenti i capannoni degli arsenali fu prima istituito l'Orto Botanico, successivamente trasferito in zona Santa Marta, mentre, nel 1747, fu costruita una caserma per le truppe di cavalleria.
Tutta l'area fu gravemente danneggiata dai bombardamenti del 1943 durante la seconda guerra mondiale che fecero crollare la totalità della copertura dell'unico capannone rimasto degli arsenali repubblicani. Esso venne parzialmente ristrutturato successivamente con la ricostruzione degli archi del tetto. Nel dopoguerra, venne approntato un progetto per la riqualificazione dell'intera area della Cittadella chiamato parco galileiano ad opera di Giovanni Michelucci. Tale progetto non fu mai completato e si rivelò fallimentare nello scopo.
Nel 2010 il Comune di Pisa ha acquistato l'area della Cittadella dal demanio dello Stato per iniziare un progetto di riqualificazione degli ambienti. Il primo segno visibile è stato la rimozione della vegetazione che occupava i resti degli Arsenali della Repubblica permettendo una maggiore visione dell'intero fabbricato. La fine dei lavori, durati quasi tre anni e costati circa 5 milioni di euro, di cui oltre 3 dal fondo FESR dell'Unione Europea, ha portato alla riqualificazione dell'intera area come supporto al Museo delle Navi Antiche di Pisa e alla sua intitolazione all'archeologo siriano Khaled al-Assad, morto per mano dello Stato islamico nella difesa del patrimonio culturale di Palmira nel 2015.
Attualmente, lo spazio è adibito ad esposizioni temporanee ma anche per matrimoni e ricevimenti.